# Красноголовый гусь
Красноголовый гусь (лат. Chloephaga rubidiceps) — птица из рода Chloephaga семейства утиных (Anatidae).

## Описание
Красноголовый гусь — самый маленький из гусей рода Chloephaga. Длина тела составляет от 45 до 50 см. Окраска оперения самца и самки похожи, однако, самцы обычно немного крупнее самок. Масса тела составляет около 2 кг.
Брюхо коричневого цвета, малые кроющие белого, средние — серого, а большие — блестящего зеленоватого цвета. Ноги жёлто-оранжевые, окологлазное кольцо белое. Молодые птицы внешне похожи на взрослых. Однако, их мелкое оперение немного тускнее взрослого наряда. Брюхо скорее жёлто-коричневого цвета. Большие кроющие матово тёмно-серые. Окрас ног также немного бледнее чем у половозрелых птиц. Пуховички не отличаются от птенцов сероголового магелланова гуся. Птицы линяют, вероятно, дважды в год.
Между полами существует отчётливое голосовое различие. Самки кричат низким голосом, в то время как у самцов он выше.
Красноголового гуся можно спутать с самками обыкновенного магелланова гуся, грудь у которых имеет более интенсивный красно-коричневый окрас. Кроме того, у красноголового гуся клюв меньше размером, а голова более плоская. У близкородственного с красноголовым гусем сероголового магелланова гуся сероватая голова и рыжеватая грудь без поперечных полос.

## Распространение
Области гнездования располагаются на влажных степях (низменности и луга) Огненной Земли и к югу от Магелланова пролива, в Чили и на Фолклендских островах. Зимой красноголовый гусь мигрирует на низменности южной Аргентины.

## Образ жизни
Красноголовый гусь обитает на широких и открытых травянистых ландшафтах. В течение сезона размножения самцы становятся очень агрессивными, энергично защищая свой большой гнездовой участок. Наряду с гусями они прогоняют также других уток. Гнездо сооружается в октябре в высокой траве. В кладке от 4 до 11 яиц. Высиживает только самка, но о птенцах заботятся обе родительские птицы. Когда молодым птицам грозит опасность, самец пытается привлечь внимание хищника, громко крича и симулируя ранение, в то время как самка уводит птенцов в убежище. Птенцы становятся самостоятельными в период с января по февраль.
Вне сезона размножения красноголовые гуси — это общительные птицы, иногда образующие большие стаи. При этом они регулярно объединяются с сероголовыми магеллановыми гусями, реже с обыкновенными магеллановыми гусями.